# رؤیایی در درون رؤیا
«رؤیایی در درون رؤیا» (انگلیسی: A Dream Within a Dream) شعری از ادگار آلن پو است که نخستین بار در سال ۱۸۴۹ به چاپ رسید. این شعر ۲۴ خط است و به دو بند تقسیم شده است.

## تحلیل
این شعر سردرگمی در مشاهده از دست رفتن چیزهای مهم در زندگی را مجسم می‌کند. فهمیدن اینکه او حتی نمی‌تواند یک دانه شن را نگه دارد، منجر به سؤال نهایی وی می‌شود که همه چیز رؤیا است.